# شهریارک دم‌سیاه
شهریارک دم‌سیاه (نام علمی: Symposiachrus verticalis) نام یک گونه از سرده شهریارک‌های رنگ‌پریده است.